# Kōtoku-in

Amitaba, em Kōtoku-in

O Kōtoku-in (高徳院) é um templo budista da seita Jōdo-shū na cidade de Kamakura, na província de Kanagawa, no Japão.
O templo é famoso por seu "Grande Buda" (大仏, Daibutsu), uma estátua de bronze monumental de Amitaba que é um dos mais famosos ícones do Japão.

## O Grande Buda

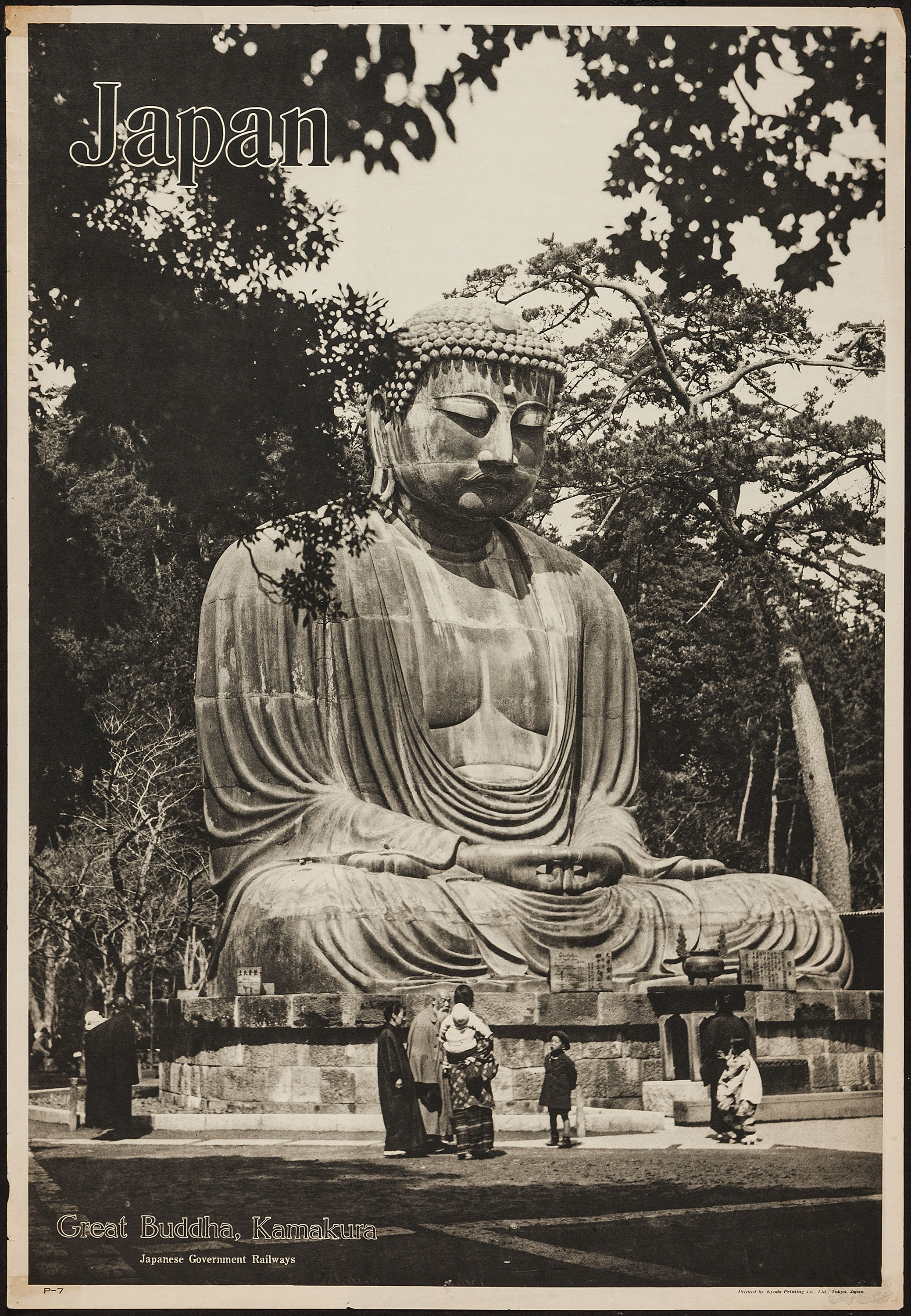
Cartão-postal da década de 1930.

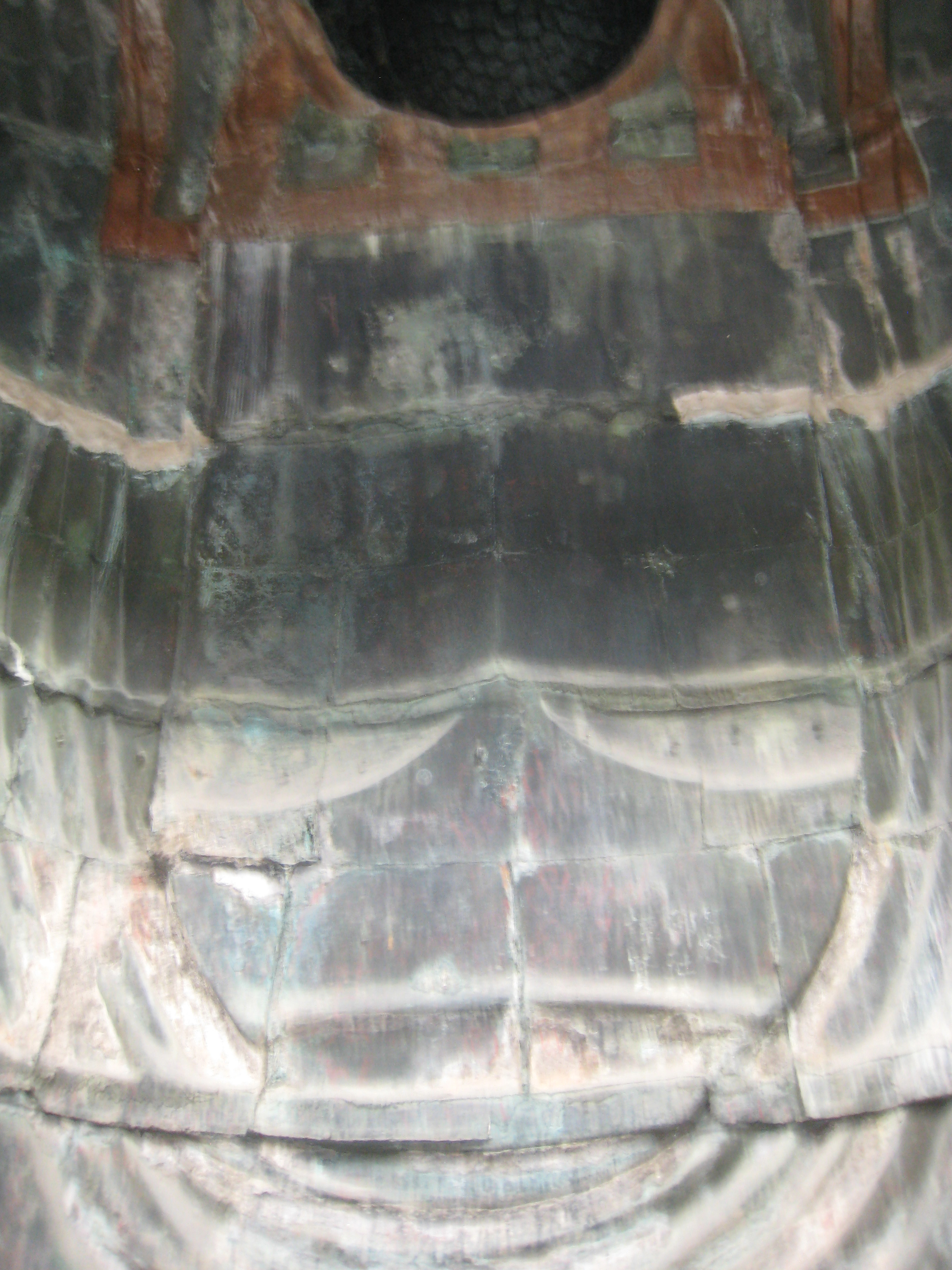
Vista interna do Grande Buda

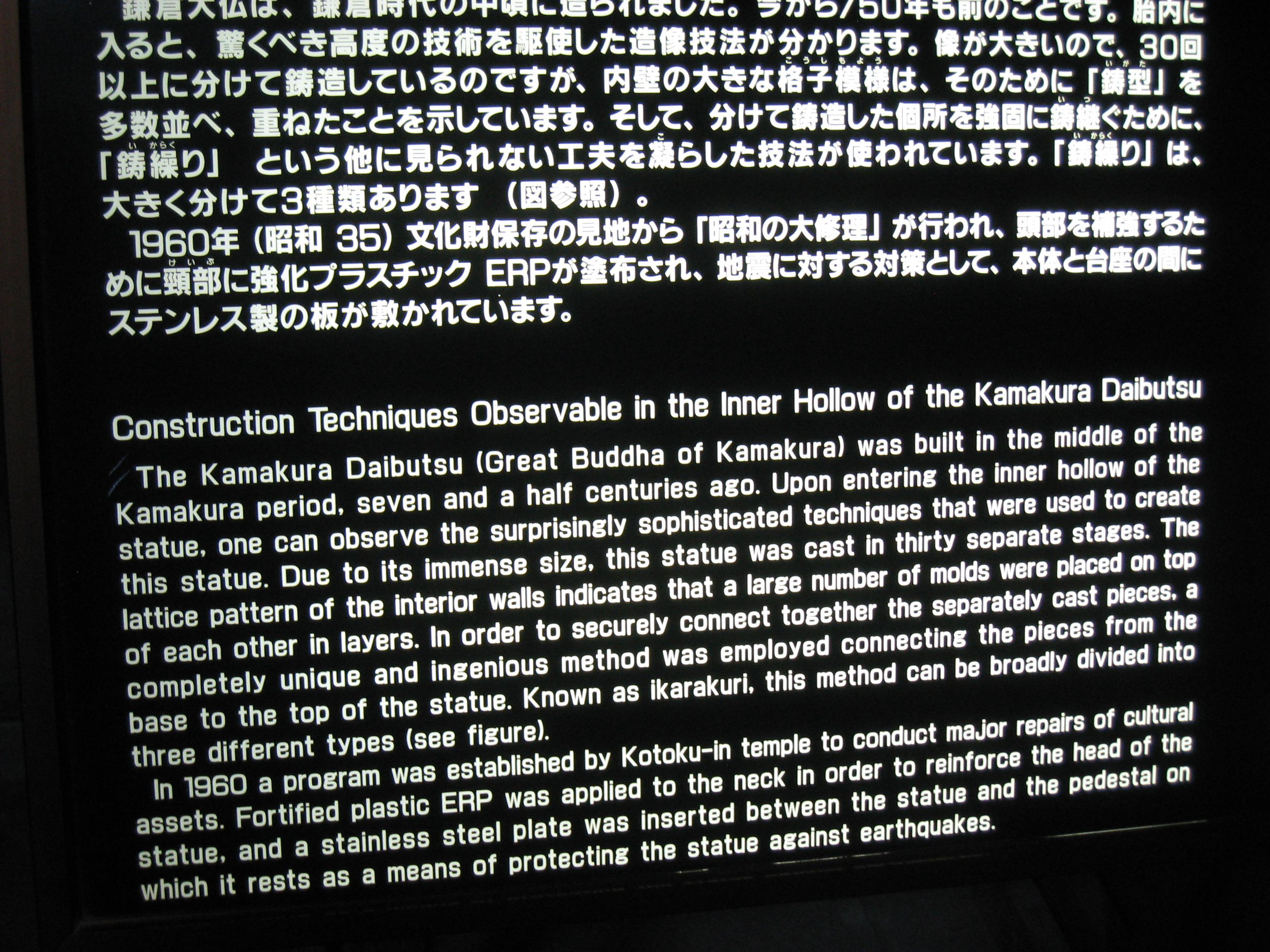
Placa no local com explicação sobre a técnica de construção da estátua do Grande Buda

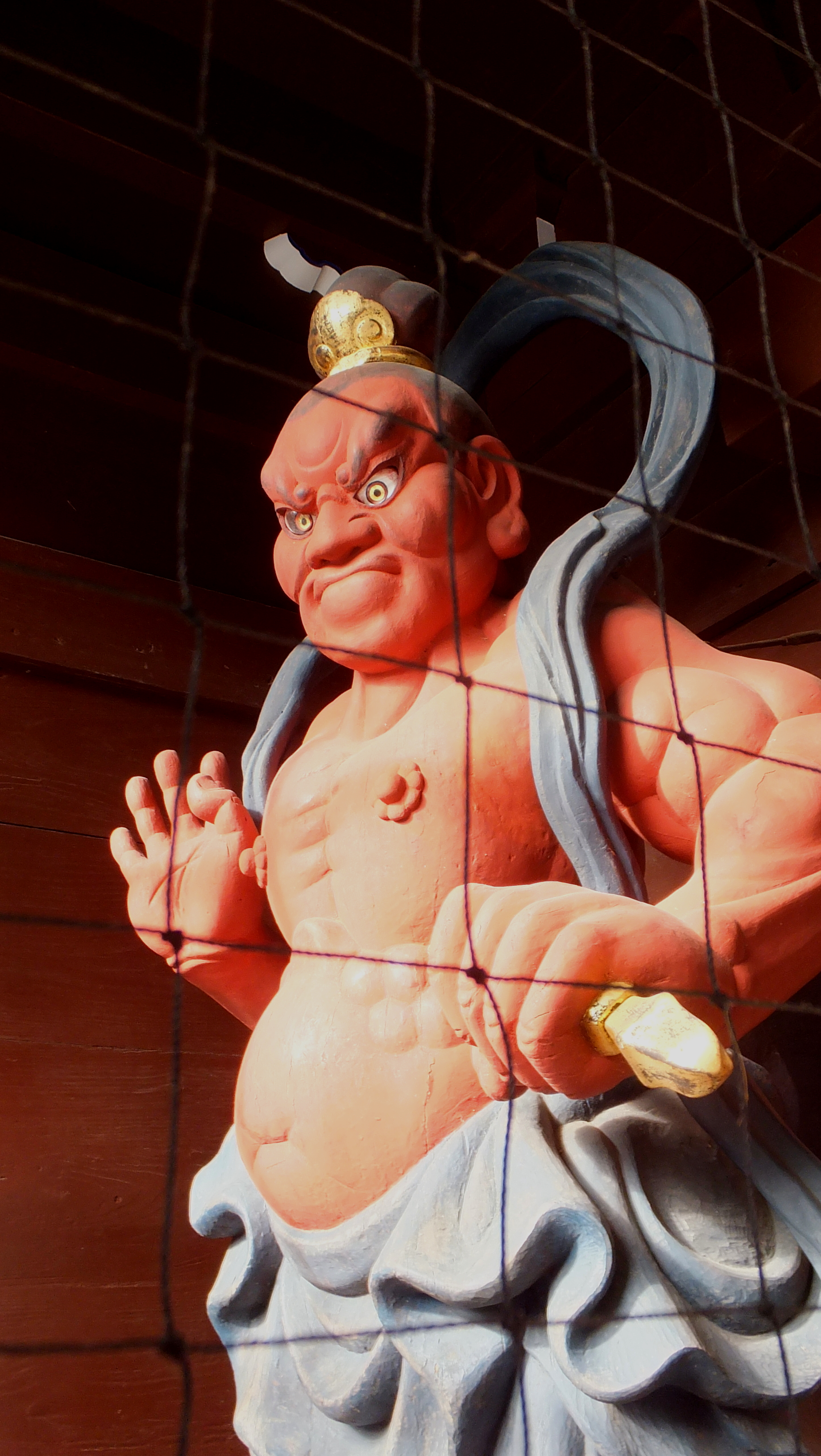
Um dos dois nio dentro do arco principal

O Grande Buda de Kamakura é uma estátua de bronze monumental ao ar livre do Amitaba localizada no templo Kōtoku-in, em Kamakura, em Kanagawa, no Japão. A estátua de bronze provavelmente data de 1252, no período Kamakura, de acordo com registros do templo. Ela foi precedida por um Buda gigante de madeira, que foi concluído em 1243 após dez anos de trabalho contínuo, sendo que os fundos foram recolhidos pela senhora Inada e o sacerdote budista Jōkō de Tōtōmi. 
Essa estátua de madeira foi danificada por uma tempestade em 1248, e o salão que o continha foi destruído. Então, Jōkō sugeriu fazer uma outra estátua de bronze, e um grande montante de dinheiro necessário para isto e para o novo salão foi recolhido. A imagem de bronze foi provavelmente moldada por Ōno Gorōemon ou Tanji Hisatomo, ambos modeladores reconhecidos da época. Durante um certo tempo, a estátua foi dourada. Ainda há traços de folha de ouro perto dos ouvidos da estátua. É incerto, no entanto, se a estátua construída em 1252 é a mesma estátua que a atual.
O salão foi destruído por uma tempestade em 1334, foi reconstruída e foi danificada por outra tempestade em 1369, e reconstruída novamente. O último edifício que abrigava a estátua foi arrastado por um tsunami em 20 de setembro de 1498, durante o período Muromachi. Desde então, o Grande Buda tem resistido ao ar livre.
A estátua tem aproximadamente 13,35 metros de altura incluindo a base e pesa cerca de 93 toneladas. A estátua é oca e os visitantes podem observar seu interior. Muitos visitantes, com o passar dos anos, deixaram grafites dentro da estátua. Ao mesmo tempo, havia 32 pétalas de lótus de bronze na base da estátua, mas apenas quatro permanecem, e elas não estão mais no local. Uma placa na entrada do terreno avisa: "Visitante, quem quer que você seja e qualquer que seja o seu credo, quando você entrar no santuário lembre-se que você trilha sobre terras santificadas pela oração de eras. Este é o Templo de Buda e o portal da eternidade, e portanto deve ser cuidado com reverência."
O Grande Terremoto de Kanto de 1923 destruiu a base da estátua, mas ela foi reparada em 1925.
Reparos na estátua aconteceram em 1960-61, quando o pescoço foi fortalecido e medidas foram tomadas para protegê-la de terremotos.

### Detalhes
- Peso: 121 toneladas[11]
- Altura: 13,35 metros
- Tamanho da face: 2,35 metros
- Tamanho do olho: 1,0 metro
- Tamanho da boca: 0,82 metro
- Tamanho do ouvido: 1,90 metros

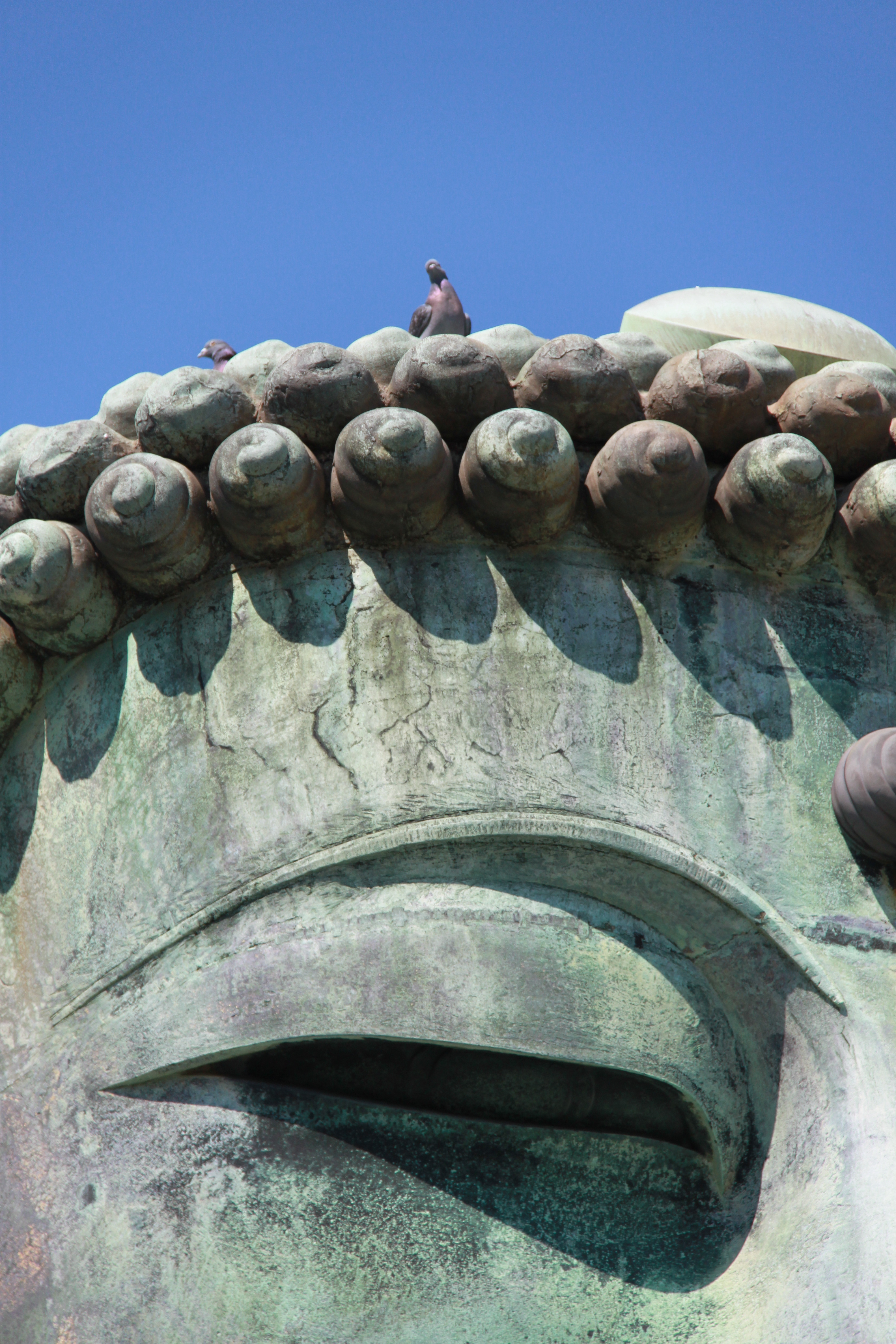
Zoom em um Pombo para demonstração do tamanho real da estátua,

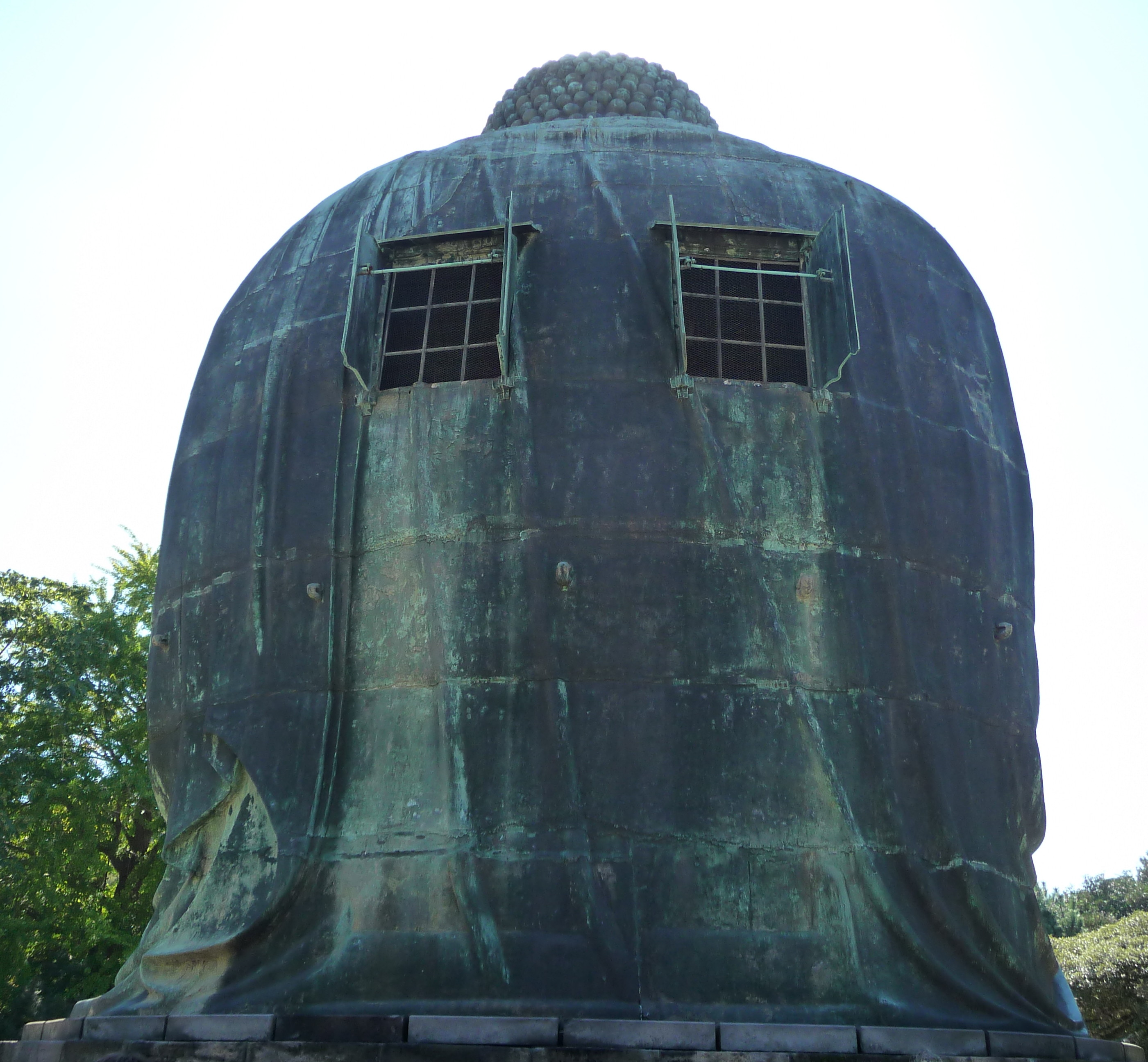
Parte de trás com as janelas abertas

- Cumprimento de joelho a joelho: 9,1 metros
- Circunferência do polegar: 0,85 metro

## Poema de Rudyard Kipling
Esta estátua é conhecida como "O Buda de Kamakura" em alguns versículos que servem de prefácio para os capítulos iniciais da novela "Kim" de Rudyard Kipling (1901). Os versículos foram retirados do poema de mesmo nome que o autor escreveu após visitar Kamakura em 1892. O poema aparece em sua totalidade em "The Five Nations" de 1903.